# Piazzale Loreto
Piazzale Loreto (Piazal Luret in dialetto milanese, AFI: [pjaˈʦaːl lurɛt]) è un piazzale di Milano situato al termine di corso Buenos Aires (Municipio 2 ai confini con il Municipio 3) e all'inizio di viale Monza e di via Padova. 
Posto sulla circonvallazione esterna, è un importante snodo per la viabilità cittadina ed è sede di una stazione della metropolitana.
È ricordata particolarmente per l'esposizione dei corpi di Benito Mussolini, Clara Petacci e altri gerarchi fascisti, che vennero appesi a testa in giù dai partigiani al centro della piazza a fine guerra.

## Storia

Piazzale Loreto (all'epoca "rondò Loreto") verso la fine del XIX secolo. Il viale alberato sulla sinistra è il futuro viale Monza, mentre sulla destra si vede la futura via Padova

Corso Buenos Aires verso piazzale Loreto (quando ancora si chiamava "rondò Loreto"), che si vede sullo sfondo, negli anni venti del XX secolo

Durante il ducato di Milano, vicino al piazzale sorgeva la Chiesa di Santa Maria di Loreto - dedicata alla Madonna di Loreto - molto frequentata dagli abitanti di Greco e delle zone vicine. Dopo la demolizione del santuario e la sistemazione del piazzale a rondò, il luogo venne denominato rondò di Loreto, sullo storico tracciato prospettico che partendo da Porta Venezia collegava Milano alla Villa Reale di Monza. Il luogo venne infine denominato piazzale Loreto.
Qui, nel 1856, progettato dall'ornatista Claudio Bernacchi dell'Accademia di belle arti di Brera, venne allestito un padiglione provvisorio ligneo in stile neoromanico longobardo per accogliere l'entrata in città dell'imperatore Francesco Giuseppe e della consorte Elisabetta giovedì 15 gennaio 1857, durante il loro viaggio diplomatico nel Lombardo-Veneto.
Durante la Seconda guerra mondiale, nella strage di Piazzale Loreto avvenuta il 10 agosto 1944, alcuni soldati della Legione Autonoma Mobile Ettore Muti fucilarono quindici partigiani antifascisti sul marciapiede compreso tra viale Andrea Doria e corso Buenos Aires (l'attuale stele commemorativa si trova leggermente spostata al centro di viale Andrea Doria). 
I corpi di Benito Mussolini, che era stato giustiziato a Giulino di Mezzegra il 28 aprile 1945, di Claretta Petacci e di altri 16 fucilati a Dongo (15 fra gerarchi della Repubblica Sociale Italiana ed altri componenti della colonna in fuga a cui si aggiunge Marcello Petacci ucciso in un momento diverso rispetto agli altri), arrivati a Milano la sera stessa, vennero esposti in piazzale Loreto verso le 3 della notte, dove vennero scaricati nello stesso luogo in cui il 10 agosto 1944 erano stati fucilati e lasciati esposti al pubblico i quindici partigiani. 
Sappisti della 110ª Brigata Garibaldi montarono la guardia fino alle 7 del mattino. Col passare delle ore sempre più gente si radunò in piazzale Loreto, tanto che il servizio d'ordine, composto di pochi partigiani e vigili del fuoco, decise di appendere i corpi a testa in giù alla pensilina del distributore di benzina Esso all'angolo con corso Buenos Aires per poter essere visti da tutti senza il rischio che la folla si schiacciasse su se stessa. 

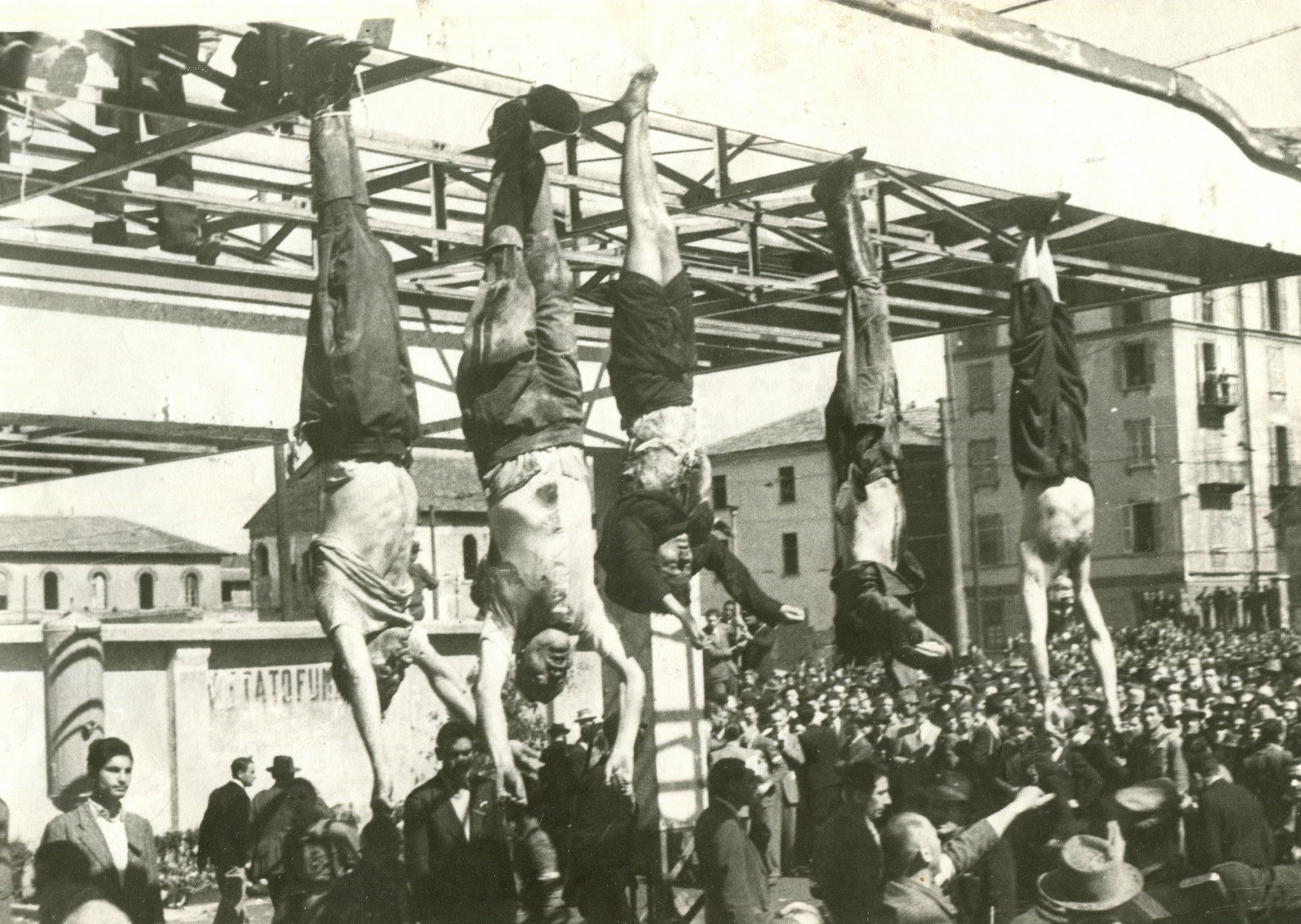
I cadaveri di Mussolini, con la Petacci e alcuni gerarchi fascisti esposti in piazzale Loreto. Quello di Mussolini è il secondo da sinistra

I corpi, ai quali si aggiunse quello di Achille Starace (già segretario del PNF ma caduto in disgrazia e privo di cariche nella RSI) fermato per le strade di Milano mentre faceva jogging e fucilato alla schiena dopo un processo sommario, rimasero esposti per diverse ore, in una rassegna di insulti, sputi e oltraggi, finché su pressione delle autorità militari alleate, preoccupate per la tutela dell'ordine pubblico, i corpi vennero trasportati all'obitorio.
Nell'immediato secondo dopoguerra italiano, dopo la liberazione di Milano, la piazza venne per un breve tempo chiamata piazza dei Quindici martiri a ricordo dei partigiani fucilati, per poi riprendere la sua precedente denominazione. Nel maggio del 2005 il filosofo e scrittore Stefano Zecchi, assessore alla cultura della giunta del sindaco Gabriele Albertini che all'epoca governava il comune di Milano, propose di ribattezzare il piazzale in piazza della Concordia.

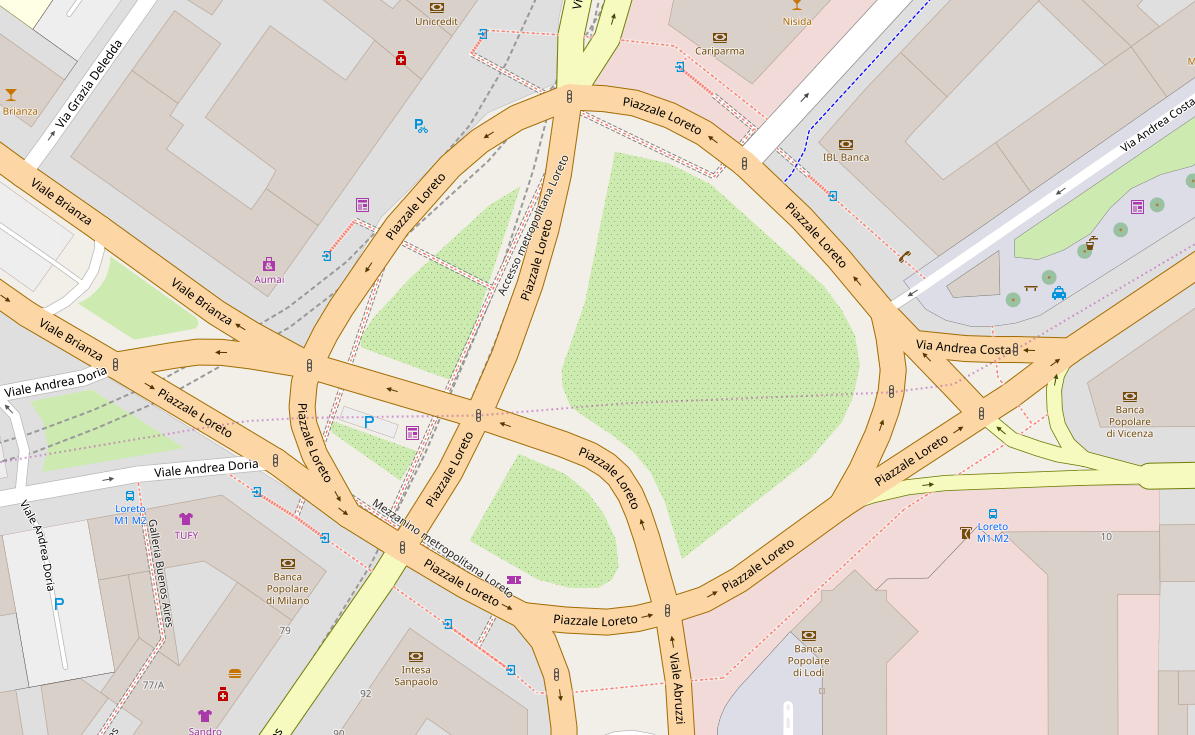
Carta di piazzale Loreto (vedi note).

## Edifici notevoli
- all'angolo con viale Monza n. 2, si trova il cosiddetto Palazzo di Fuoco, costruito dal 1959 al 1962 su progetto di Giulio Minoletti e Giuseppe Chiodi[6].

## Trasporti
- Loreto
- Sono afferenti alla piazza le linee di bus urbane 39, 55, 56, ed è lambita dal percorso della filovia circolare 90/91 che attraversa l'adiacente piazza Argentina.

## Galleria d'immagini

Piazzale Loreto durante i moti del 1898
Piazzale Loreto e viale Monza nei primi decenni del XX secolo
Piazzale Loreto verso via Padova nel 1920
Piazzale Loreto nel 1920
Piazzale Loreto e l'Hotel Titanus negli anni trenta del XX secolo
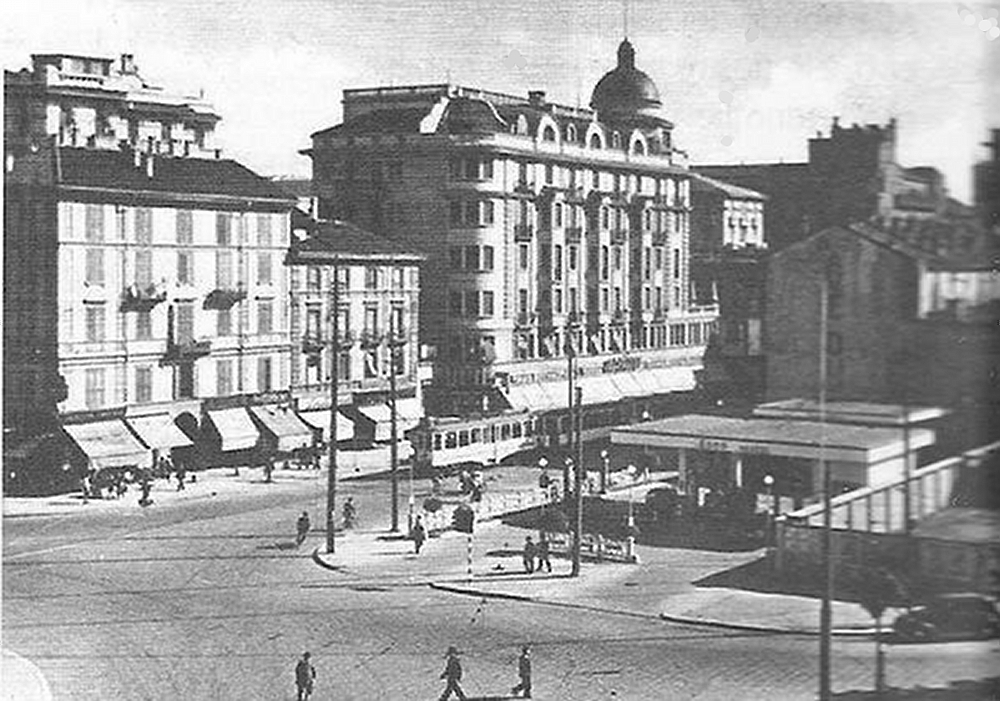
Anni quaranta del XX secolo: la fotografia riprende l'angolo fra il piazzale e corso Buenos Aires (dove transita il tram), ed è visibile il distributore di benzina un tempo presente nella piazza
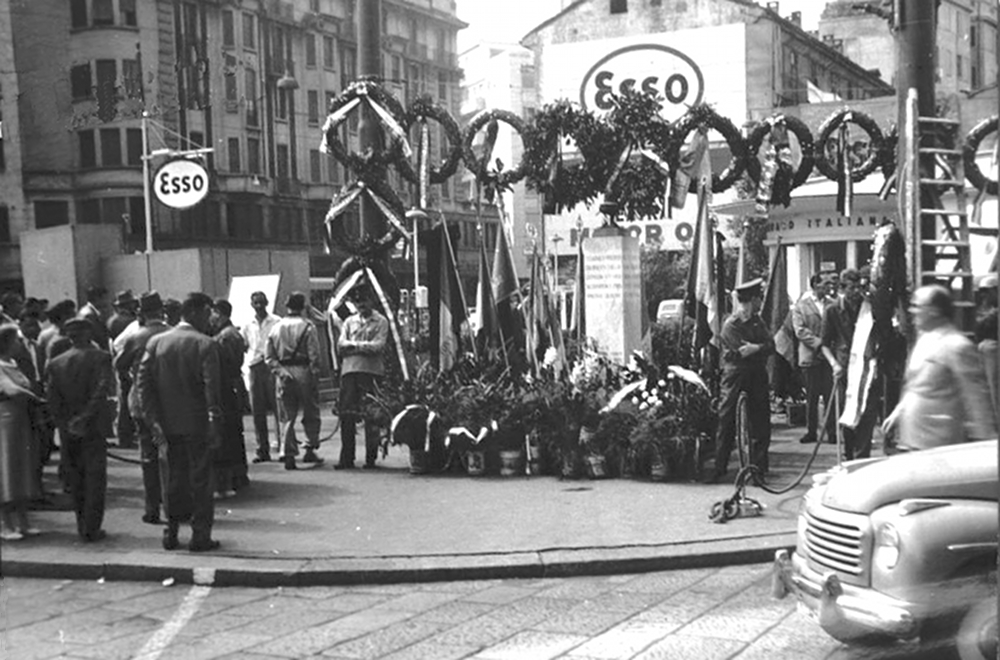
Il primo cippo commemorativo dei 15 partigiani uccisi venne eretto esattamente sul luogo dell'eccidio nel 1945; la foto risale agli anni '50
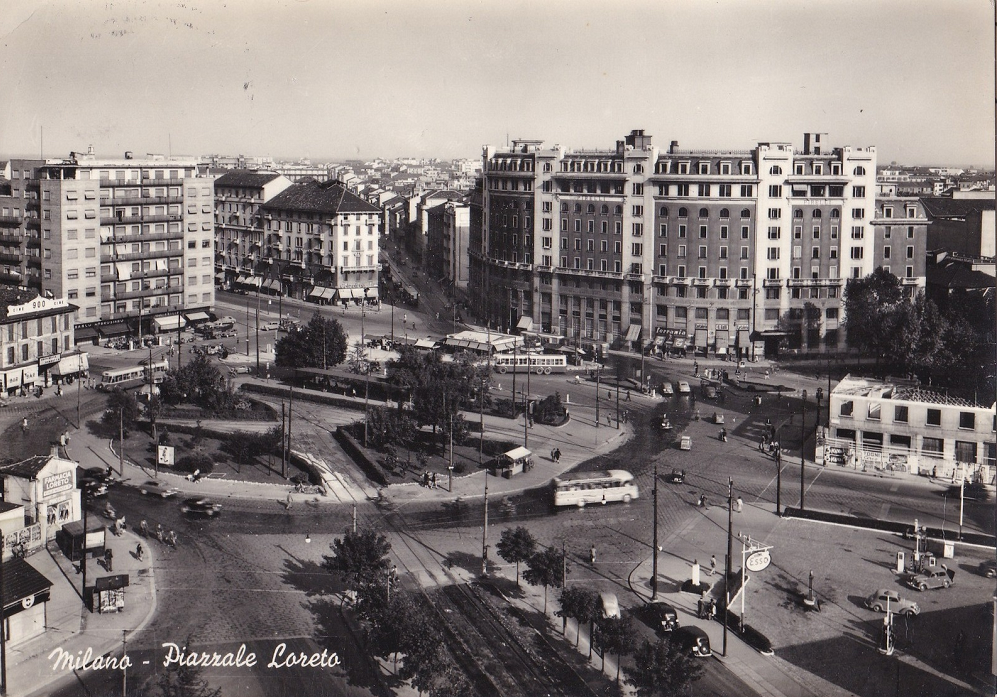
Cartolina di piazzale Loreto nel 1948, è visibile in basso a destra parte del distributore di benzina Esso dove furono appesi i cadaveri di Mussolini e di Claretta Petacci e degli altri gerarchi il 29 aprile 1945. Sulla destra della cartolina, si nota l'Hotel Titanus, poderoso edificio risalente al 1928 ca. e abbattuto nel 1965 ca. per far posto a nuovi uffici realizzati attorno al 1980
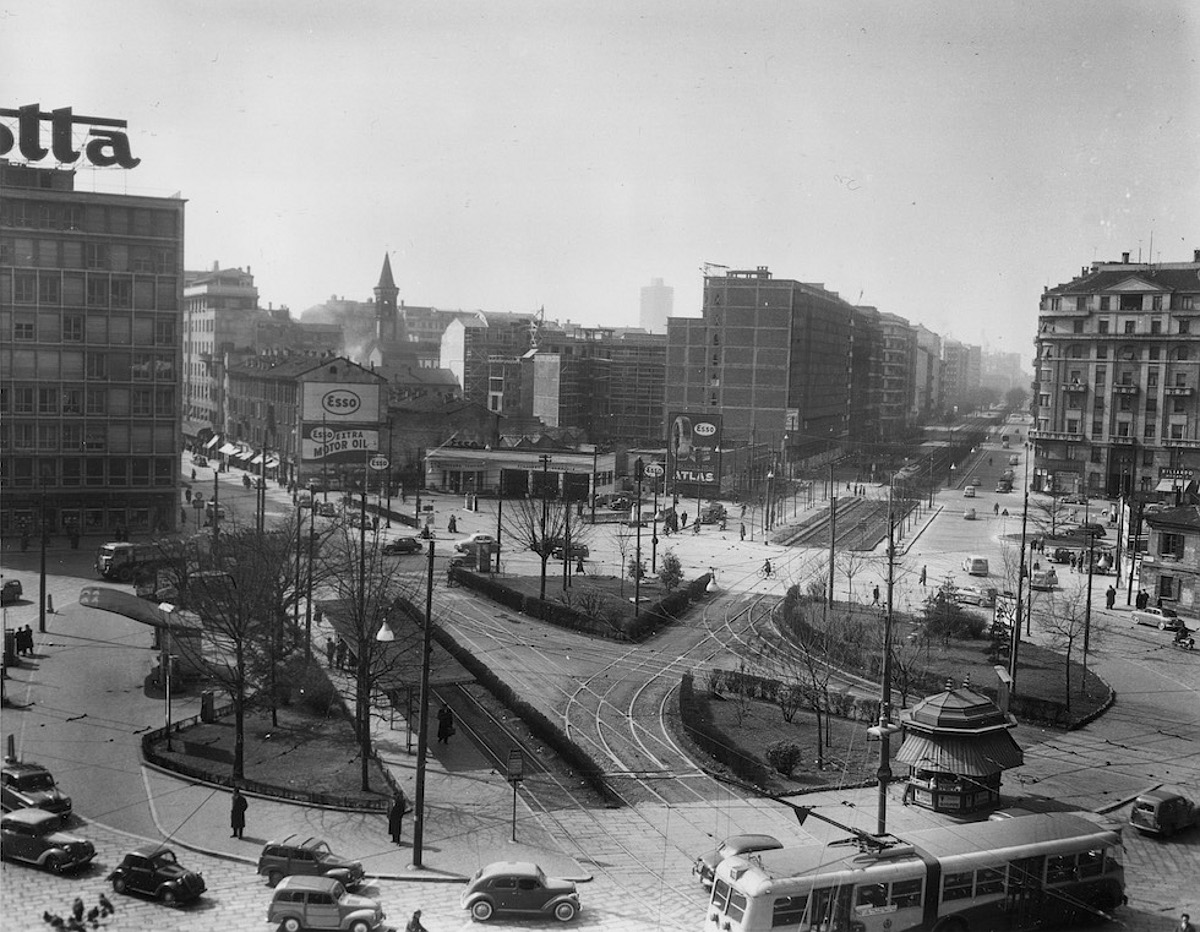
Cartolina di piazzale Loreto negli anni cinquanta in direzione sud, in cui è ancora ben visibile la stazione di servizio Esso usata per appendere i cadaveri nel 1945
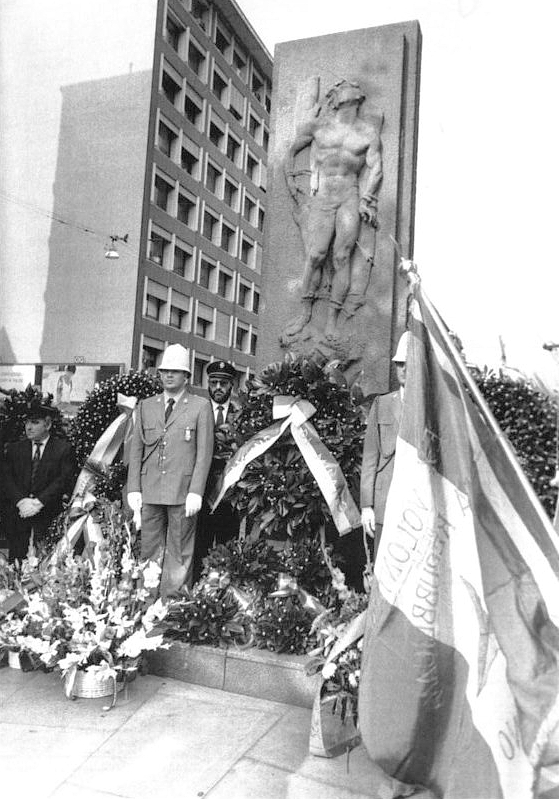
L'attuale monumento commemorativo, opera dello scultore Giannino Castiglioni, rispetto al cippo precedente, si trova posizionato sul marciapiede di mezzeria di viale Andrea Doria